# Forseti
Forseti este zeul scandinav al
justiției, al păcii și al adevărului și aparține grupului de zei Aesir. Este fiul zeului Baldur și al zeiței Nanna. Forseti conduce în
frumosul palat Glitnir care servește 
ca un tribunal de judecată și unde 
sunt îndreptățite disputele. Numele "Glintir" înseamnă "luminos", deoarece palatul avea acoperișurile și tavanele de argint și coloanele de aur, și reflecta atât de bine lumina încât putea fi văzut de departe. Forseti era considerat cel mai înțelept și mai chibzuit dintre zeii din Asgard. În opoziție cu Tyr, care avea tendința să rezolve pe cale sângeroasă problemele și era stăpân al războiului, Forseti încurajează meditația ca metoda cea mai eficientă de rezolvare a problemelor. Acest zeu nu este menționat în legenda Ragnarok-ului, ceea ce înseamnă că, în calitate de patron al păcii, a trebuit să nu ia parte la bătălia finală.
Acest articol referitor la mitologia nordică  este deocamdată un ciot. Puteți ajuta Wikipedia prin completarea lui!
1. 1 2 3  IeSBE / Baldur[*] Verificați valoarea |titlelink= (ajutor)
2. 1 2  Cassell's Dictionary of Norse Myth & Legend (2002 edition)[*], p. 46 Verificați valoarea |titlelink= (ajutor)